# WALKING TOUR
WALKING TOUR是由sapara製作，以人生生死別離為主題的Flash動畫作品。目前仍在作者的網站上公開中。

## 簡介
本作品最早在2002年8月，於日語著名的電子佈告欄2ch中發表。發表後獲得相當大的迴響，此作品並在網友口耳相傳下廣為日語網友所知。
2006年9月由學習研究社以繪圖本的形式出版（ISBN 4-05-403214-1）。隨書的CD-EXTRA收錄的Flash使用黑石瞳製作的新曲「Walking Tour」，由山寺宏一擔任旁白。該CD並收錄「Walking Tour ~Airy mix~」和「Endless Journey」兩首曲子。

## 作品版本
- 第一代：（音樂：PLANETES／作曲・歌：黒石瞳）

由於主題曲使用惑星奇航的片尾曲，有版權上的問題，因此目前已經從作者網站上取下。
- 第二代：（音樂：WALKING TOUR／作曲：sapara、歌：天之羊）

這個版本的音樂由作者自行製作。公開的動畫以五個語言發表。
- 第三代：（音樂：Walking Tour／作曲・歌：黒石瞳）

這是收錄在繪圖本中CD的版本，由山寺宏一擔任旁白（但只有日語）。

## 相關連結
- （日語）作者sapara的網站（页面存档备份，存于）
- （日語）WALKING TOUR（页面存档备份，存于）
- （日語）商品化的頁面